# Nyssodrysternum pictulum
Nyssodrysternum pictulum là một loài bọ cánh cứng trong họ Cerambycidae.